# John Thomas, Baron Thomas of Cwmgiedd

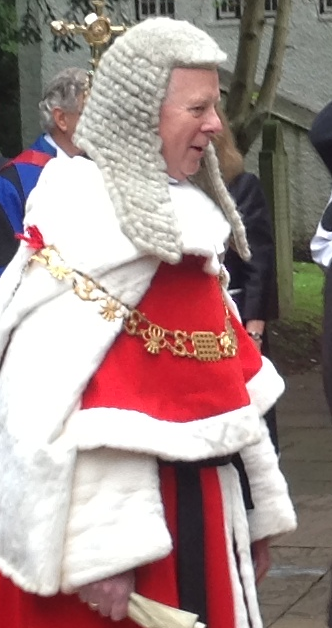
Baron Thomas of Cwmgiedd, 2013

Roger John Laugharne Thomas, Baron Thomas of Cwmgiedd PC (* 22. Oktober 1947 in Wales) ist ein britischer Jurist und war von 2013 bis 2017 Lord Chief Justice of England and Wales.

## Jugend und Ausbildung
Thomas ist ein Sohn von Roger Edward Laugharne Thomas und seiner Ehefrau Dinah Agnes Thomas, aus Cwmgiedd.
Er ging auf die Rugby School und Trinity Hall in Cambridge, wo er einen Bachelor of Arts erhielt.  Er wurde 2004 zum Fellow of Trinity Hall gewählt. Er graduierte danach an der University of Chicago als Juris Doctor und wurde Commonwealth Fellow.
Er unterrichtete von 1965 bis 1966 als Assistenzlehrer am Mayo College in Ajmer, Indien.

## Berufliche Laufbahn
Thomas wurde 1969 vor dem Gray’s Inn vereidigt. Er wurde 1984 Kronanwalt (Queen’s Counsel) und 1987 Stadtrichter (Recorder). Er arbeitete als Mitglied der Kammern für Handelssachen (Commercial Chambers) im vierten Essex Court von The Temple, der 1994 nach Lincoln’s Inn Fields umzog und seitdem Essex Court Chambers genannt wird.
Im Auftrag des Department of Trade and Industry führte er 1992 eine Inspektion der Mirror Group Newspapers plc durch.
Am 11. Januar 1996 wurde er zum Richter am High Court of Justice ernannt, und bekam den üblichen Knight Bachelor, und wurde Mitglied der Queen’s Bench Division des High Courts, wo er am Handelsgericht (Commercial Court) tätig war, bis er in den Court of Appeal berufen wurde. Am 14. Juli 2003 wurde Thomas Lord Justice of Appeal und dadurch etwas später Mitglied des Privy Council. Er diente von 2003 bis 2006 als Senior Presiding Judge und von 2008 bis 2010 als Präsident des europäischen Netzwerkes von Justiz-Räten (Councils for the Judiciary).
Im Oktober 2008 wurde Thomas Vizepräsident der Queen’s Bench Division und stellvertretender Leiter des Criminal Justice. Am 3. Oktober 2011 wurde er Nachfolger von Sir Anthony May als Präsident der Queen’s Bench Division.
Am 1. Oktober 2013 wurde er als Nachfolger von Igor Judge, Baron Judge Lord Chief Justice of England and Wales. Am 26. September 2013 wurde verlautbart, dass er als Life Peer ins House of Lords aufgenommen werde, sobald er sein Amt als Lord Chief Justice anträte. Er wurde am 4. Oktober 2013 Life Peer mit dem Titel Baron Thomas of Cwmgiedd, of Cwmgiedd in the County of Powys. Sofort nach seiner Einführung wurde er als Mitglied der Justiz aufgrund des Constitutional Reform Act 2005 von der Teilnahme an den Sitzungen des House of Lords ausgeschlossen.

## Andere Tätigkeiten
Thomas ist eins der Gründungsmitglieder des European Law Institute, einer gemeinnützigen Organisation die bezüglich der europäischen Gesetzgebung mit dem Ziel besserer gesetzlicher Integration Forschung durchführt, Empfehlungen erteilt und praktische Anleitungen gibt.
Er ist ein Honorary Fellow of Trinity Hall in Cambridge und Fellow der Universitäten von Cardiff, Aberystwyth, Swansea und Bangor sowie Ehrendoktor für Jura an der University of Glamorgan, der University of the West of England und der University of Wales.

## Familie
Er heiratete 1973 Elizabeth Ann Buchanan, eine Tochter von S J Buchanan aus Ohio, USA. Er hat mit ihr einen Sohn und eine Tochter. Als Hobbys nennt er in Who’s Who die Gartenarbeit, Spaziergänge und Reisen.